# Osojnik, Semič
Osojnik este o localitate din comuna Semič, Slovenia, cu o populație de 104 locuitori.